# Tarsila do Amaral

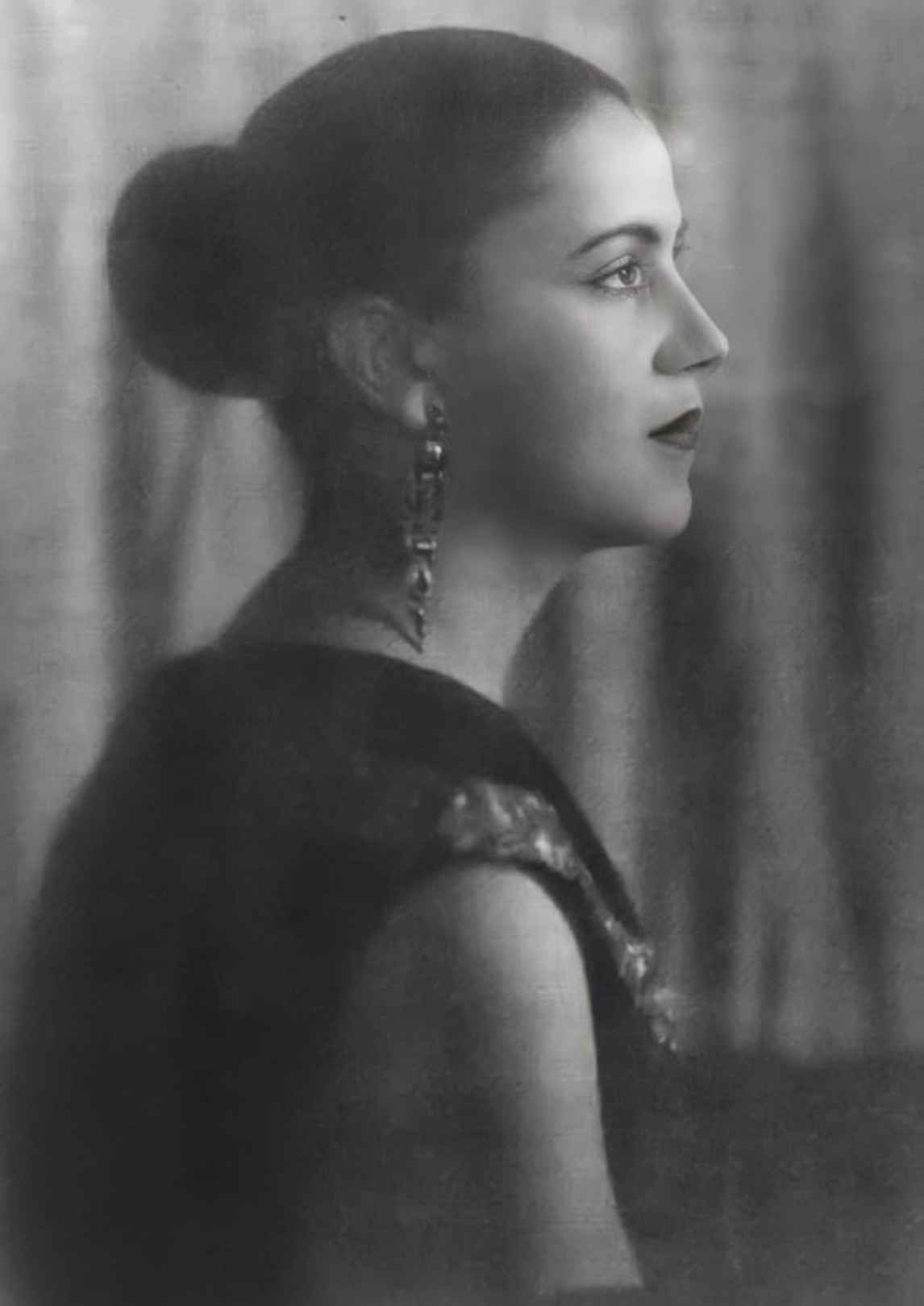
Tarsila do Amaral, ca. 1925

Tarsila do Amaral (Capivari (São Paulo), 1 september 1886 - São Paulo, 17 januari 1973) was een Braziliaanse schilderes en tekenares. Zij speelde een belangrijke rol bij de ontwikkeling van het modernisme in Brazilië. Zij werd geïnspireerd door het Braziliaanse landschap en de populaire cultuur. Deze elementen combineerde ze met de kunst van de Europese avant-garde van de jaren 1920 tot een zeer herkenbare eigen stijl. Zij wordt gezien als een van de invloedrijkste kunstenaars van Zuid-Amerika.

## Familie en opleiding
Do Amaral stamde uit een familie van welgestelde koffieplanters. Ze ging als meisje naar een kostschool in Barcelona.
In São Paulo studeerde ze in 1917 bij de Braziliaanse schilder Pedro Alexandrino, beroemd om zijn stillevens, en bij George Fischer Elpons, een figuratieve kunstenaar. Van 1920 tot 1922 studeerde ze in Parijs aan de Académie Julian, en bij Émile Renard. Bij haar terugkeer in Brazilië vormde zij O Grupo dos Cinco (de Groep van Vijf) met haar vrienden de kunstenares Anita Malfatti, en de schrijvers Oswald de Andrade, Mário de Andrade en Paulo Menotti del Picchia. Zij was enkele jaren getrouwd met Oswald de Andrade.
In 1923 keerde ze terug naar Parijs en studeerde bij de kubisten André Lhote, Albert Gleizes en Fernand Léger. Zij noemde zelf het jaar 1923, toen ze in Parijs haar kubistische werk A Negra produceerde, het belangrijkste jaar van haar loopbaan.

## Braziliaans modernisme
Do Amaral speelde een belangrijke rol bij de ontwikkeling van het modernisme in Brazilië. Zij werd geïnspireerd door het Braziliaanse landschap en de populaire cultuur. Deze elementen combineerde ze met de vernieuwende kunst van de Europese avant-garde. Zij ontwikkelde een hele eigen stijl van levendige landschappen en alledaagse taferelen.
Haar schilderij Abaporu (1928) inspireerde haar man Oswald de Andrade tot het schrijven van het Manifest van Antropofagie. De daarnaar vernoemde artistieke beweging streefde naar een specifiek Braziliaanse cultuur ontstaan uit artistiek "kannibalisme" (antropofagie) van Europese invloeden. De antropofagiebeweging wordt gezien als het begin van postkoloniale kunst in Brazilië. Het werk van Do Amaral in deze periode was in Brazilië een stap richting moderniteit, in Europa juist onderdeel van het primitivisme.
Zij had in 1929 haar eerste solotentoonstellingen in Brazilië. De respons was gemengd omdat een groot deel van het publiek en de kunstcritici haar moderne kunst nog niet begrepen, en men in het conservatieve politieke klimaat de voorkeur gaf aan traditionele kunstenaars. Bij groepstentoonstellingen in Parijs en New York in 1930 kreeg haar werk meer erkenning.

## Kentering in de jaren 1930
Het fortuin van haar familie stelde Do Amaral in staat om in Brazilië en tijdens haar reizen in Europa in luxe te leven en zich onbezorgd te wijden aan de kunst. De beurskrach van 1929 maakte daar een einde aan. Zij moest betaald werk zoeken (zij werkte o.a. in een museum en als redacteur bij een kunsttijdschrift). Dit had ook invloed op haar kunst. In de jaren 1930 verbond Do Amaral zich aan het marxisme. Onder het nationalistische regime van Getúlio Vargas werd ze korte tijd gevangen gezet vanwege linkse sympathieën. In deze periode schilderde ze enkele grote sombere doeken met groepen migranten en arbeiders.

## Invloed
Do Amaral bleef tot in de jaren zestig actief als kunstenaar. Het hoogtepunt van haar artistieke activiteit ligt echter in de 'roaring twenties'. In de jaren 1960 werd de antropofagie-beweging en het werk van Do Amaral herontdekt, vooral door kunstenaars van de Tropicália-beweging zoals Caetano Veloso. In de jaren daarna inspireerde ze Lygia Clark en Hélio Oiticica.
Begin 21e eeuw is Do Amaral een icoon in Brazilië. Haar werk is overal te zien als onderdeel van design, kunst en reclame. Zij wordt gezien als een van de invloedrijkste kunstenaars van Zuid-Amerika. In de jaren 2017, 2018 en 2019 waren er grote retrospectieve tentoonstellingen van het werk van Tarsila do Amaral in onder andere het Museu de Arte de São Paulo, het Art Institute of Chicago en het Museum of Modern Art in New York.